# Vejcorodost

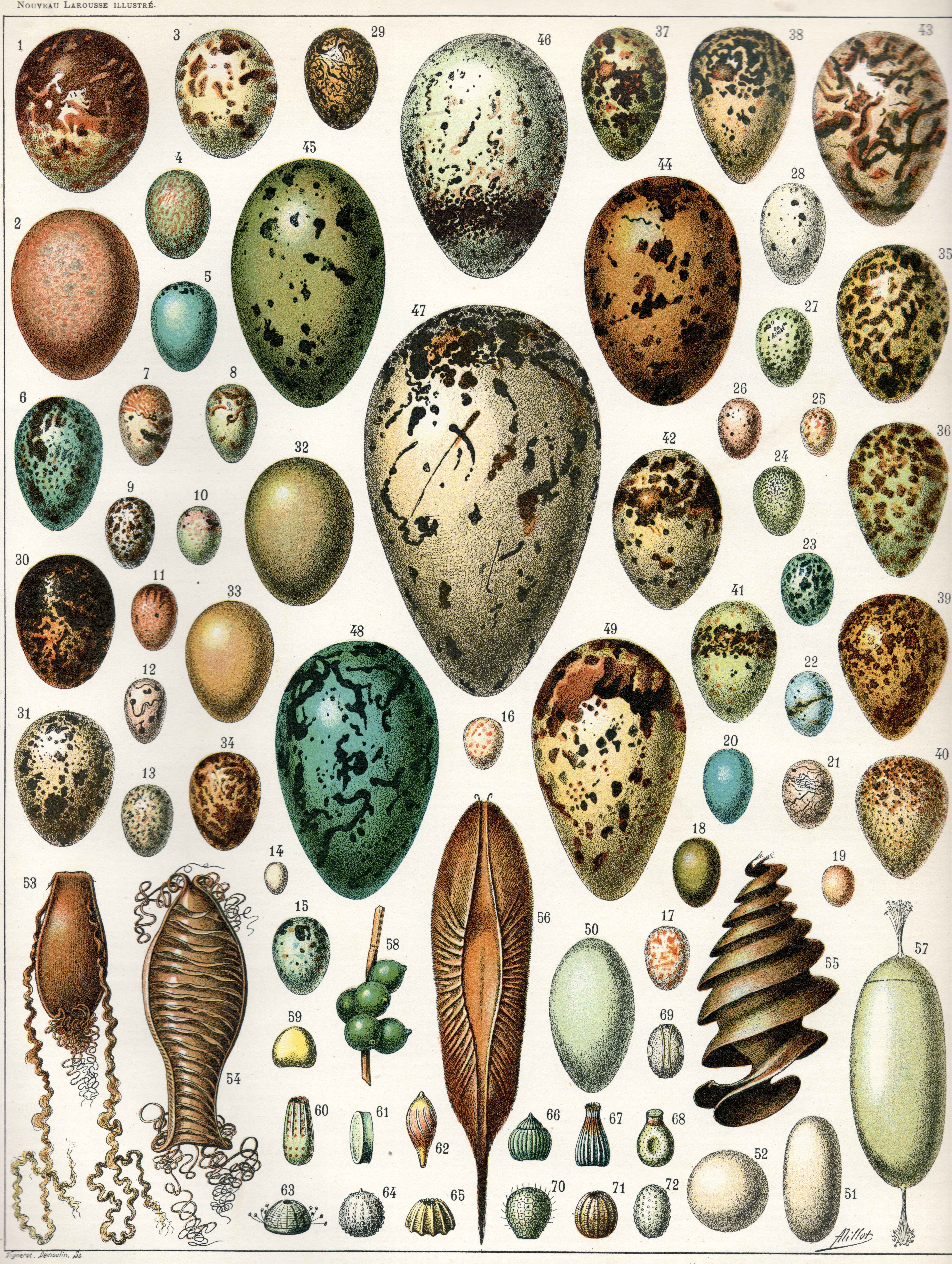
encyklopedická ilustrace vajec několika druhů živočichů

Vejcorodost (také oviparie nebo ovoparie) je způsob rozmnožování spojený s kladením vajec plazy, některými Parybami a několika savci.
Po oplození sekundárního oocytu ve vejcovodech samice putuje oplozené vajíčko vejcovodem, přičemž se obaluje sekundárními vaječnými obaly (bílek, papírové blány, skořápka).
Vejcorodost se poprvé vyskytuje u plazů (první z blanatých – amniota).
Ze savců jsou vejcorodými ptakořitní – ptakopysk podivný, ježura australská a tři příslušníci rodu paježura (Tachyglossus) paježura Attenboroughova, paježura Bartonova a paježura Bruijnova. 